# Everglow
Everglow (кор. 에버글로우; яп. エバーグロウ; стилизуется как EVERGLOW или ΣVΣRGLOW , читается как Эвэрглоу) — южнокорейская гёрл-группа, сформированная в 2019 году компанией Yuehua Entertainment. Коллектив состоит из шести участниц: Ию, Шихён, Мии, Онды, Айши и Ирон. Дебют состоялся 18 марта 2019 года с сингловым альбомом Arrival of Everglow.

## Карьера

### Пре-дебют
Шихён участвовала в шоу выживания Produce 101 как индивидуальный стажёр в 2015 году. Она была исключена в 8 эпизоде, после того как заняла 40-е место. После шоу она подписала контракт с Yuehua Entertainment.

Онда, также известная как Чо Сэрим, была бывшей участницей шоу Idol School в 2017 году. Она была исключена в 4 эпизоде, после того как заняла 40-е место.
Шихён вместе с Ирон, были участницами в шоу на выживании Produce 48. Ирон заняла 8-е место в 5 эпизоде, но не добралась до финала.
17 февраля 2019 года агентство объявило, о новой гёрл-группе под названием EVERGLOW. Официальный Instagram и фан-кафе группы открылись 18 февраля. Yuehua Entertainment раскрыли участниц EVERGLOW после серии фильмов «Crank In Film» на YouTube канале Stone Music Entertainment. Концептуальные фото группы были опубликованы 8 марта.
Название группы означает «Вечное Сияние». Официальный цвет группы светло-фиолетовый. Концепт дебюта — сияющая роскошь. Название фандома — FOREVER.

### 2019—2020: Дебют сArrival of EVERGLOW,Hush,Reminiscenceи-77.82X-78.29
18 марта 2019 года Everglow дебютировали с сингловым альбомом Arrival of Everglow, и заглавным синглом «Bon Bon Chocolat». Песня была написана в соавторстве с американской певицей Мелани Фонтана, которая ранее писала для известных групп, включая бойз-бэнд BTS и певицу Тиффани Ён. Участница E:U также участвовала в написании трека «Moon». Песня сопровождается очень захватывающим хип-хоп битом и звуком синтезатора EDM. Их официальный дебют состоялся 21 марта 2019 года на музыкальном шоу M Countdown.
Альбом стал коммерчески успешным, он дебютировал и достиг пика на 6-м месте в чарте альбомов Gaon, продав более 23 000 копий по состоянию на сентябрь 2019 года, в то время как «Bon Bon Chocolat» дебютировал и достиг пика на 5-м месте в мировом чарте продаж цифровых песен.
5 августа стало известно, что Everglow вернутся со вторым сингловым альбомом. 19 августа состоялся релиз второго синглого альбома Hush с заглавным треком «Adios».
24 сентября Everglow выиграли свою первую награду на музыкальном шоу The Show.
21 января 2020 года было анонсировано, что Everglow отправится в первый тур по США Everlasting Tour in USA, который начался в Далласе, штат Техас 6 марта. Everglow должны были выступить в пяти разных городах США: Атланте, Чикаго, Джерси-Сити и Лос-Анджелесе. Однако из-за вспышки коронавируса их аншлаговое шоу в Лос-Анджелесе было отменено.
3 февраля Everglow выпустили свой первый мини-альбом Reminiscence с заглавным синглом «Dun Dun». Песня достигла 63 места в чарте синглов Gaon, альбом дебютировал на 4-м месте в чарте альбомов и разошёлся тиражом более 27 000 копий за месяц выпуска. Клип на песню «Dun Dun» на сегодняшний день имеет более 260 миллионов просмотров.
6 сентября было анонсировано возвращение группы со вторым мини-альбомом. 21 сентября Everglow выпустили второй мини-альбом −77.82X−78.29 с заглавным синглом «La Di Da».
1 декабря Yuehua Entertainment объявили, что у Шихён и Ирон был обнаружен COVID-19.

### 2021—2023:Last Melody,Return of the Girl, перерыв Ирон,All My Girls

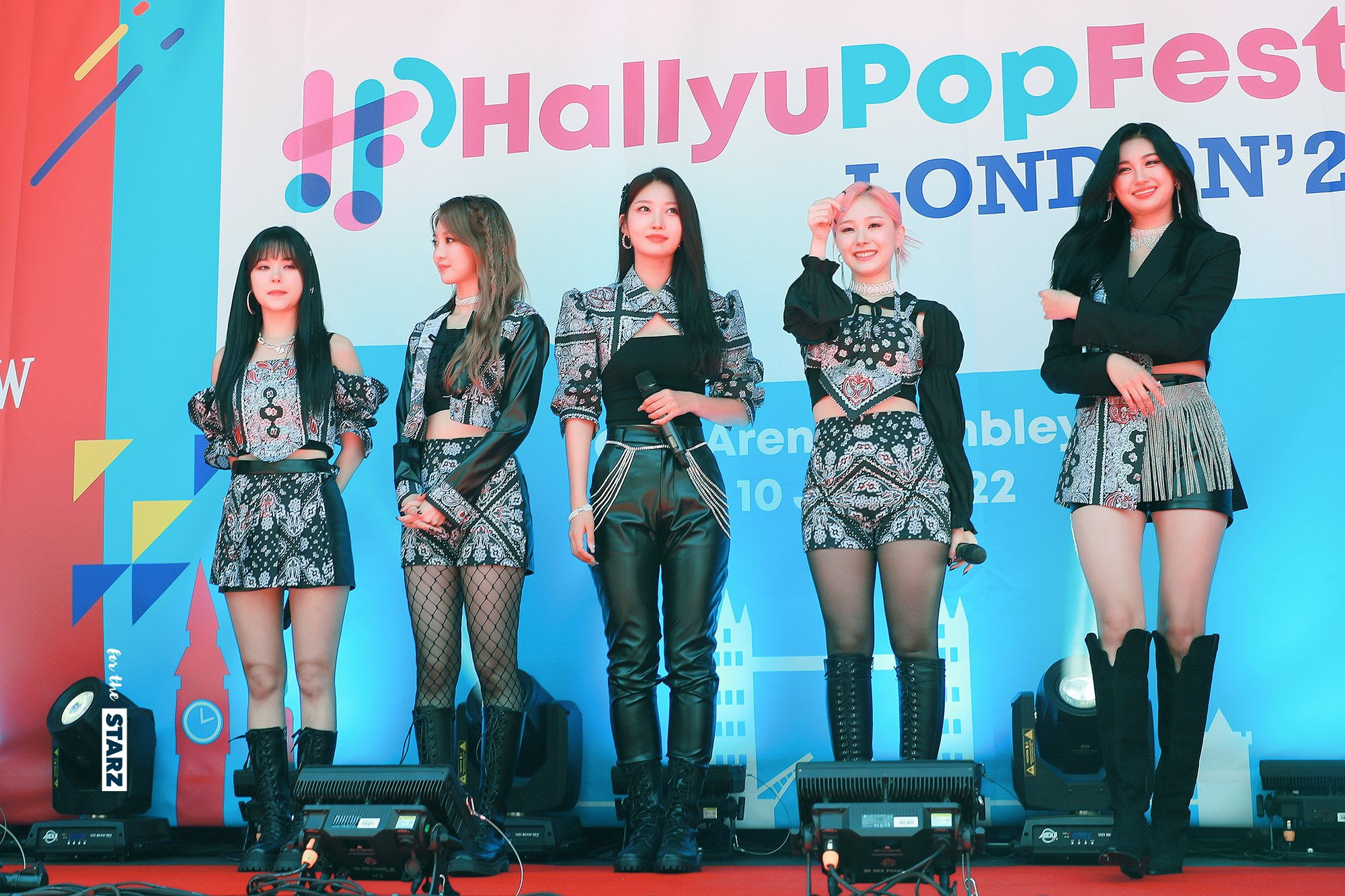
Группа в июле 2022 года.

9 января 2021 года Yuehua объявили, что Ирон и Шихён возобновили свою деятельность после получения отрицательного результата теста.
25 мая группа выпустила свой третий сингловой-альбом Last Melody с ведущим синглом «First». Их концепция возвращения описывается как «воины из будущего».
1 июня группа выиграла свой второй трофей на музыкальной программе The Show с «First». Так же было объявлено, что позиция лидера группы, первоначально принадлежавшая E:U, была передана Шихен. 5 июня «First» вошла в мировой чарт продаж цифровых песен Billboard на пятом месте вместе с их двумя дополнительными синглами, «Don't Ask Don't Tell» и «Please, Please», которые достигли 20-го и 21-го места.
В августе Everglow совместно с ЮНИСЕФ запустили кампанию «Promise», направленную на укрепление мира во всем мире и помощь детям во всем мире стать счастливее. 25 августа группа выпустила музыкальное видео на сингл «Promise». На следующий день группа запустила танцевальный конкурс, который состоит из записи видео с танцами под хореографию песни. Для каждого человека, принявшего участие в конкурсе, ЮНИСЕФ пожертвовал «Набор супергероев» детям по всему миру. В упаковке были вакцины от полиомиелита и кори, а также противомоскитные сетки, обработанные противомалярийным инсектицидом.
1 декабря Everglow выпустили третий мини-альбом Return of the Girl, с ведущим синглом «Pirate». Все песни с альбома вошли в различные отечественные чарты. Музыкальное видео на песню «Pirate» набрало миллион просмотров через пять часов после выхода. 17 декабря на официальном YouTube-канале Everglow было выпущено видео с выступлением на Би-сайд треке «Don't Speak».
9 февраля 2022 года Yuehua Entertainment объявили, что участница Ирон временно вернется в Китай, чтобы провести время со своей семьей и продолжить там учёбу. Это означало перерыв в деятельности Ирон с Everglow, которую они продвигали как группа из пяти человек. Хотя компания заявила, что её перерыв продлится только до февраля, он был продлен до ноября, когда участница вернулась в Сеул, чтобы присоединиться к деятельности группы. Айша также взяла короткий перерыв в августе из-за проблем со здоровьем и не смогла принять участие в HallyuPopFest в Австралии.
15 апреля Everglow выпустили свой первый официальный ремикс на песню «Pirate», созданный в сотрудничестве с голландским диджеем и продюсером R3hab.
1 июля Everglow выступили на фестивале K-pop Saranghae KSA 2022 Джидде, став первой женской группой в истории, выступившей в Саудовской Аравии. В августе и ноябре они провели сольный концерт в Алматы и установили ещё один рекорд для первого сольного концерта K-pop группы в Казахстане. В ноябре группа продолжила выступать в Центральной Азии с двумя концертами в качестве хедлайнеров в Кыргызстане и Казахстане.
7 ноября группа анонсировала сингл в сотрудничестве с TheFatRat, известным немецким диджеем. Первый англоязычный сингл, под названием «Ghost Light» и выпущен 18 ноября вместе с визуализатором и лирическим видео.
На следующей неделе они выступили на Ripples for Hope, мероприятии по сбору средств для K-pop, проводимом в Маниле, Филиппины, обществом Ripple, некоммерческой организацией, ориентированной на молодежь. В декабре у группы было запланировано турне по Юго-Восточной Азии с четырьмя концертами, но оно было отменено по неустановленным причинам. К концу 2022 года корейские СМИ похвалили Everglow за то, что они выступили в девяти разных странах за полгода без мирового турне: Саудовская Аравия, Великобритания, Австралия, Япония, Казахстан, Кыргызстан, Нидерланды, Филиппины и Южная Корея.
Everglow выпустили свой четвёртый сингл-альбом All My Girls и его ведущий сингл «Slay» 18 августа 2023 года, завершив 20-месячный перерыв в выпуске альбома после их мини-альбома Return of the Girl 2021 года. Неделю спустя группа объявила о втором туре по США, названном в честь их четвёртого сингла с альбома, с десятью различными остановками по всей стране, запланированными на ноябрь. 30 августа Everglow выиграли свою третью награду на музыкальном шоу на Show Champion с песней «Slay».

## Участницы
| Сценический псевдоним | Сценический псевдоним | Настоящее имя | Настоящее имя | Дата рождения | Позиция в группе                                                | Официальный цвет |
| Основной              | Другой                | На русском    | Хангыль/Ханча | Дата рождения | Позиция в группе                                                | Официальный цвет |
| --------------------- | --------------------- | ------------- | ------------- | ------------- | --------------------------------------------------------------- | ---------------- |
| Шихён                 | Sihyeon               | Ким Ши Хён    | 김시현        | 05.08.1999    | Лидер, ведущая вокалистка, саб-рэпер, лицо группы               | Зелёный          |
| Ию                    | E:U                   | Пак Джи Вон   | 박지원        | 19.05.1998    | Главный рэпер, главный танцор, саб-вокалистка                   | Фиолетовый       |
| Миа                   | Mia                   | Хан Ын Джи    | 한은지        | 13.01.2000    | Главная вокалистка, главный танцор, ведущий рэпер               | Красный          |
| Онда                  | Onda                  | Чо Сэ Рим     | 조세림        | 18.05.2000    | Ведущий танцор, саб-вокалистка                                  | Розовый          |
| Айша                  | Aisha                 | Хо Ю Рим      | 허유림        | 21.07.2000    | Ведущий рэпер, саб-вокалистка                                   | Чёрный           |
| Ирон                  | Yiren                 | Ван Ирон      | 王怡人        | 29.12.2000    | Ведущий танцор, саб-вокалистка, саб-рэпер, вижуал, центр, макнэ | Белый            |

## Дискография

### Мини-альбомы
- Reminiscence (2020)
- −77.82X−78.29 (2020)
- Return of the Girl (2021)

## Фильмография

### Реалити-шоу
| Год  | Телеканал | Название      | Эпизодов | Примечания             |
| ---- | --------- | ------------- | -------- | ---------------------- |
| 2019 | Mnet's M2 | Everglow Land | 5        | Первый эфир 13 августа |

### Дорамы
| Год  | Телеканал | Название                        | Роль               | Ссылка |
| ---- | --------- | ------------------------------- | ------------------ | ------ |
| 2019 | tvN       | «Когда Дьявол назовёт твоё имя» | Эпизодическая роль | [ 38 ] |

## Награды и номинации

### Asia Artist Awards
| Год  | Номинируемая работа | Категория                                       | Результат |
| ---- | ------------------- | ----------------------------------------------- | --------- |
| 2019 | Everglow            | Награда за популярность (Певица)                | Номинация |
| 2019 | Everglow            | Премия Популярности «StarNews» (Женская Группа) | Номинация |

### Genie Music Awards
| Год  | Номинируемая работа | Категория                          | Результат |
| ---- | ------------------- | ---------------------------------- | --------- |
| 2019 | Everglow            | Топ Артист                         | Номинация |
| 2019 | Everglow            | Новый Женский Артист               | Номинация |
| 2019 | Everglow            | Награда за популярность            | Номинация |
| 2019 | Everglow            | Награда за глобальную популярность | Номинация |

### Mnet Asian Music Awards
| Год  | Номинируемая работа | Категория                          | Результат |
| ---- | ------------------- | ---------------------------------- | --------- |
| 2019 | Everglow            | Артист Года                        | Номинация |
| 2019 | Everglow            | Лучший новый женский артист        | Номинация |
| 2019 | Everglow            | Выбор фанатов по всему миру Топ 10 | Номинация |

### Seoul Music Awards
| Год  | Номинируемая работа | Категория                 | Результат |
| ---- | ------------------- | ------------------------- | --------- |
| 2020 | Everglow            | Новый артист              | Номинация |
| 2020 | Everglow            | Награда за популярность   | Номинация |
| 2020 | Everglow            | Специальная награда Халлю | Номинация |

## Концерты и туры

### Хэдлайнеры
- EVERGLOW: EVERLASTING IN USA (2020)
- Everglow: Southeast Asia Tour (2022)
- 2023 Everglow US Tour [All My Girls]

### Онлайн-концерт
- Everglow 1st Online Concert «THE FIRST» (2021)